# Ізосорбіду мононітрат
Ізосорбіду мононітрат (англ. Isosorbide mononitrate, лат. Isosorbidi mononitras) — синтетичний лікарський засіб, який належить до групи органічних нітратів, який застосовується як перорально. Ізосорбіду мононітрат запатентований у 1971 році, та застосовується у клінічній практиці з 1981 року.

## Фармакологічні властивості
Ізосорбіду мононітрат — синтетичний препарат, який належить до групи органічних нітратів. Механізм дії препарату полягає у вивільненні під час метаболізму оксиду азоту, який спричинює активацію ферменту гуанілатциклази, наслідком чого є утворення циклічного гуанозинмонофосфату, який має здатність розслабляти клітини гладеньких м'язів судин. У низьких дозах ізосорбіду динітрат, як і інші нітрати, розширює переважно венозні судини, що призводить до депонування крові у венозних судинах, наслідком чого є зниження переднавантаження на серце та зниження притоку крові до серця. Це спричинює зменшення тиску в камерах серця, особливо кінцевого діастолічного тиску в лівому шлуночку, а також зниження систолічного напруження стінок серця, наслідком чого є зниження потреби міокарду в кисні та покращення його перфузії, що веде до зменшення ішемії міокарду. При застосуванні у великих дозах ізосорбіту динітрат діє переважно на артеріальні судини, зокрема артеріоли, в тому числі на коронарні артерії, і наслідком розширення судин є перерозподіл кровотоку до ішемізованих ділянок міокарду, наслідком чого є також зменшення ішемії. У високих дозах нітрати діють також і на коронарні артерії, а саме знижують тонус великих артерій, внаслідок чого зменшуються периферичний опір та післянавантаження на серце, а також мають безпосередню дію на коронарні артерії, в тому числі розширюють колатеральні артерії в субендокардіальному шарі міокарда і покращують коронарний кровотік, чим посилюється перфузія саме в ішемізованих ділянках міокарда. Згідно даних клінічних досліджень, окрім донації оксиду азоту, усі органічні нітрати також мають вплив на регуляцію тонусу судин, адгезію лейкоцитів, проліферацію гладеньком'язових клітин судин, апоптоз клітин, антикоагулянтні властивості, а також мають антисклеротичні властивості. Ізосорбіду мононітрат застосовується при всіх видах ішемічної хвороби серця, у тому числі при стенокардії та інфаркті міокарду, може застосовуватися також при хронічній серцевій недостатності. Проте при тривалому прийомі ізосорбіту мононітрату, як і при тривалому прийомі інших нітратів, до нього розвивається толерантність, що ймовірно пов'язано із активацією окислення вільних радикалів та пов'язаним із цим зниженням активності антиоксидантних ферментів. При застосуванні ізосорбіду мононітрату, як і при застосуванні інших препаратів із групи органічних нітратів, найчастішим побічним ефектом є головний біль, рідше спостерігаються артеріальна гіпотензія і тахікардія. Щоправда, застосування ізосорбіту мононітрату не має клінічних переваг перед застосуванням ізосорбіту динітрату, який в організмі метаболізується в ізосорбіту мононітрат.

### Фармакокінетика
Ізосорбіду мононітрат після перорального прийому швидко та добре всмоктується у шлунково-кишковому тракті, біодоступність препарату при пероральному застосуванні близька до 100 %. Максимальна концентрація препарату в крові досягається протягом 1 години після прийому. Метаболізується препарат у печінці з утворенням неактивних метаболітів. Виводиться ізосорбіду монітрат переважно із сечею у вигляді метаболітів. Період напіввиведення препарату становить 4—5 годин, даних за зміну цього часу при порушеннях функції печінки та нирок немає.

## Покази до застосування
Ізосорбіду мононітрат застосовують для лікування всіх видів ішемічної хвороби серця, у тому числі стенокардії та інфаркту міокарду, та при хронічній серцевій недостатності.

## Побічна дія
При застосуванні ізосорбіду мононітрату найчастішим побічним ефектом є головний біль, який може призвести до відмови від застосування препарату, рідше спостерігаються артеріальна гіпотензія і тахікардія. Іншими побічними ефектами ізосорбіду мононітрату є запаморочення, сонливість, гіперемія шкірних покривів, нудота та блювання, діарея, шкірний висип, відчуття припікання на язику, сухість у роті, нечіткість зору, вкрай рідко — ішемія мозку та посилення приступу стенокардії внаслідок різкого зниження тиску.

## Протипокази
Ізосорбіду динітрат протипоказаний при підвищеній чутливості до нітратів, вираженій артеріальній гіпотензії, колапсі, шоці, гіпертрофічній обструктивній кардіоміопатії, констриктивному перикардиті, тампонаді серця, токсичному набряку легень, при станах, що супроводжуються набряком мозку (інсульт, черепно-мозкова травма), закритокутовій глаукомі, важкій анемії, виражених порушеннях функції печінки або нирок, та при одночасному застосуванні силденафілу або інших інгібіторів фосфодіестерази.

## Форми випуску
Ізосорбіду мононітрат випускається у вигляді таблеток по 0,01; 0,02; 0,03; 0,04; 0,06 та 0,12 г.